# Hans Reichel

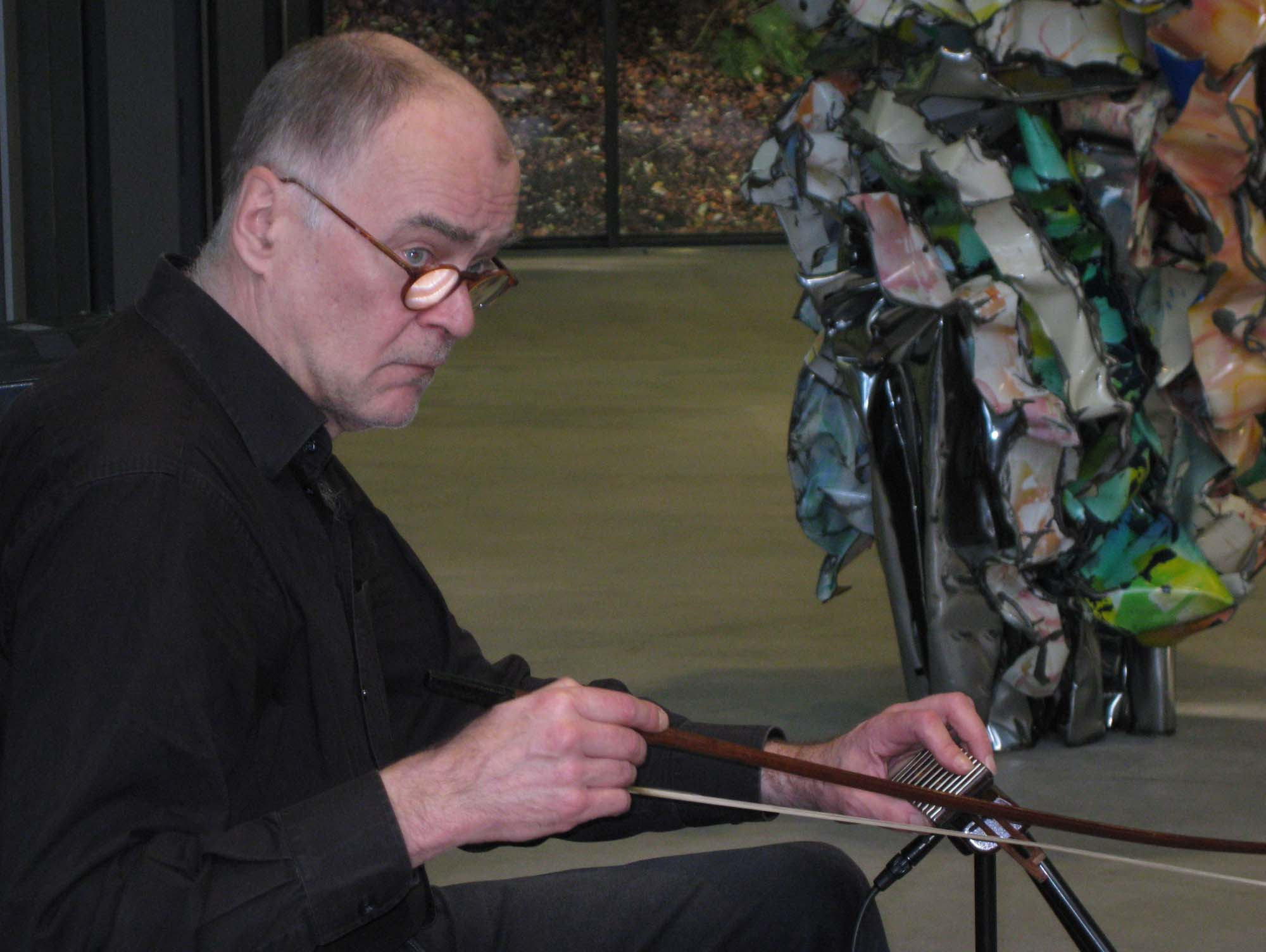
Hans Reichel al concerto del KlangArt Festival, Germania, 2009. Foto: E. Dieter Fränzel

Hans Reichel (Hagen, 10 maggio 1949 – Wuppertal, 22 novembre 2011) è stato un inventore e un progettista di caratteri tipografici tedesco.

## Invenzioni musicali
Hans è noto per aver inventato il Daxofono.

## Caratteri tipografici
Hans Reichel ha progettato molti caratteri, tra cui alcuni molti popolari oggi nel mondo del marketing e della pubblicità.
- 1983 Barmeno BQ
- 1995-2000 FF Dax
- 1996 FF Schmalhans
- 1999 FF Sari
- 2001 FF Routes
- 2004 FF Dax Compact
- 2005 FF Daxline
- 2001 FF Anuel